# Queens' College (Cambridge)
El Queens' College es uno de los colleges que conforman la Universidad de Cambridge. Se fundó en dos ocasiones: inicialmente  en 1448 por Margarita de Anjou (esposa de Enrique VI) y de nuevo en 1465 por Isabel Woodville (esposa de Eduardo IV). Esta doble fundación se refleja en la ortografía de su nombre: "Queens'"en vez de "Queen's", aunque el nombre completo es The Queen’s College of St Margaret and St Bernard in the University of Cambridge (El Queen's College de Santa Margarita y San Bernardo en la Universidad de Cambridge).
Queens’ es el segundo de los colleges que está más al sur en las orillas del Cam, principalmente en la rivera este. (Los otros –por orden de distancia– son el King’s, el Clare, el Trinity Hall, el St John’s y el Magdalene el norte, y al sur el Darwin.)
El President’s Lodge de Queens' es el edificio más antiguo en el río en Cambridge, data de 1460. Queens’ College es también uno de los dos únicos colleges que tienen edificios a ambos lados del Cam, el otro college es St John’s.

## El puente matemático
El Puente Matemático une la mitad antigua del college (llamada de forma afectiva por los estudiantes como El lado oscuro) con la mitad nueva (el lado claro). Es una de las estampas más fotografiadas en Cambridge; la foto típica es sacada desde el cercano puente de Silver Street. La leyenda popular dice que el puente fue diseñado y construido por Sir Isaac Newton, sin el uso de pernos o tuercas, y en algún momento del pasado los estudiantes o becarios intentaron desmontar el puente y volverlo a colocar en su sitio. El mito continúa diciendo que los ambiciosos ingenieros fueron incapaces de igualar la hazaña de Newton, y tuvieron que recurrir a la fijación del puente mediante tuercas y tornillos. Esta es la razón por la que actualmente se pueden ver tuercas y tornillos en el puente.
Esta historia es falsa: el puente fue construido en 1749 por James Essex el joven (1722-1784) con el diseño de William Etheridge (1709-1776), 22 años después de la muerte de Newton. Posteriormente fue reconstruido en 1866 y 1905, siguiendo el mismo diseño. Nunca fue desmontado, debido a que el peso de los estudiantes que pasan sobre él pudiera causar un derrumbe.